# 哥伦比亚 (马里兰州)
哥伦比亚（英語：Columbia）是美国马里兰州霍华德县的一个规划城市，位于巴尔的摩大都会区内，由10个独立的村庄组成。哥伦比亚创建于1967年，其创建者和开发者James W. Rouse 认为新社区要提高其居民的生活质量，不仅需要解决经济学和工程学的问题，而且同时要注重人类价值观问题，消除种族，宗教和阶级隔离。
哥伦比亚一直排名在CNN Money的美国十大最佳居住地点之列。
根据2020年美国人口普查，该社区人口为 104,681 人，是马里兰州人口第二多的社区，仅次于巴尔的摩。

## 友好城市
- 法國 塞尔吉